# 李穀
李 穀（り こく、イ・ゴク、大德2年7月18日（1298年8月25日） - 至正11年1月1日（1351年1月28日））は、高麗末期の文官で学者。
字は仲父、號は稼亭。韓山の人。諡号は文孝。子は李穡（り しょく）である。高麗と元の科挙に両方に及第した人物。

## 人物
李穀は、『編年綱目』・『三朝実録』・『稼亭集』の編纂に関わり、その他にも開城演福寺にある蒙古鐘の銘文で知られる。李穀の作品『竹夫人伝』では、竹を擬人化して婦人の節義の尊さを説いた。

## エピソード
李穀は、3つの市場を「市肆説（市場物語）」に記録した。3つの市場とは以下である。
1. 李穀が首都開京の市場地に行くと女性たちが売春しており、その容姿によって値段も違い、公然と交渉していて恥じる様子もなく、「女性市場（女肆）」とした。
2. 李穀が官庁に入ると、同僚の官吏らが賄賂を遠慮なく受け取りながらも悪びれることなく仕事をして、「官吏市場（吏肆）」とした。
3. 干魃や洪水により不作が起きると、食べ物にありつけない者が多く、腕力に優れる者は泥棒となり、弱者は放浪者となったが、それでも食べていけないと親が子を売り、夫は妻を売り、主は下僕を売るために市場に列をなした。それら人身の値段は犬・豚の価格未満であり、それでも官吏たちは知らないふりをして、「人の市場（人肆）」とした。

高麗では、宗主国の元に女性を献上していたが、「高麗の風俗を見ると、息子を別に住まわせても娘は出さないため、昔の秦の婿養子と似ています。娘が親を扶養するため、娘には愛情を注ぎ、十分に世話をし、成長して自分たちを扶養してくれることを昼夜望みます」と元に対して貢女の廃止を要請した。李穀は、貢女は候補になると顔に薬を塗り傷を付けることもあったため、「娘が生まれたら秘密にしたまま暮らす。他人に知られるのが心配で、隣人にも娘を見せられない。娘を隠していた事実が発覚すれば、村全体が害を被ることになり、親族を縛って取り調べ、屈辱を与える。処女を選ぶ過程でわいろが取り交わされるが、金がある者は切り抜け、金がない者は連れて行かれる」と元の皇帝に上訴した。